# Эшерсхаузен
Эшерсхаузен (нем. Eschershausen) — город в Германии, в земле Нижняя Саксония.
Входит в состав района Хольцминден. Подчиняется управлению Эшерсхаузен. Население составляет 3457 человек (на 31 декабря 2010 года). Занимает площадь 23,87 км². Официальный код — 03 2 55 013.
Город подразделяется на 3 городских района.
| Год  | Население |
| ---- | --------- |
| 1990 | 4279      |
| 1995 | 4346      |
| 2000 | 4116      |
| 2005 | 3835      |
| 2010 | 3509      |